# Biblioteca de al-Andalus
La Biblioteca de al-Andalus és la primera gran obra de referència en ser publicada en llengua castellana dins el marc del projecte Enciclopedia de la Cultura Andalusí, un projecte d'estudis islàmics finançat per la Fundació Ibn Tufayl d'Estudis Àrabs, el Ministeri d'Educació i Ciència d'Espanya i la Consejería de Innovación, Ciencia y Empresa de la Junta d'Andalusia.

## Estructura[1]
- Vol. 1: De al-Abbadiya a Ibn Abyad, Fundació Ibn Tufayl d'Estudis Àrabs, Almeria, 2004, ISBN 978-84-936751-4-1
- Vol. 2: De Ibn Adhà a Ibn Busrà, Jorge Lirola Delgado i José Miguel Puerta Vílchez (drs.), Fundació Ibn Tufayl d'Estudis Àrabs, Almeria, 2009, ISBN 978-84-934026-6-2
- Vol. 3: De Ibn al-Dabbag a Ibn Kurz, Jorge Lirola Delgado i José Miguel Puerta Vílchez (drs.), Fundació Ibn Tufayl d'Estudis Àrabs, Almeria, 2004, ISBN 978-84-934026-1-7
- Vol. 4: De Ibn al-Labbana a Ibn al-Ruyuli, Jorge Lirola Delgado (ed.), Fundació Ibn Tufayl d'Estudis Àrabs, Almeria, 2006, ISBN 978-84-934026-2-4
- Vol. 5: De Ibn Sa’ada a Ibn Wuhayb, Jorge Lirola Delgado (ed.), Fundació Ibn Tufayl d'Estudis Àrabs, Almeria, 2007, ISBN 978-84-934026-5-5
- Vol. 6: De Ibn al-Yabbab a Nubdat al-'Asr, Jorge Lirola Delgado (ed.), Fundació Ibn Tufayl d'Estudis Àrabs, Almeria, 2009, ISBN 978-84-934026-8-6
- Vol. 7: De al-Talamanki a Zumurrud, Fundació Ibn Tufayl d'Estudis Àrabs, Almeria, 2004, ISBN 978-84-936751-2-7
- Vol. A: Jorge Lirola Delgado (ed.), Fundació Ibn Tufayl d'Estudis Àrabs, Almeria, 2012, ISBN 978-84-936751-5-8
- Vol. B: Balance de resultados e índices, Jorge Lirola Delgado (ed.), Fundació Ibn Tufayl d'Estudis Àrabs, Almeria, 2012, ISBN 978-84-940313-8-0
- Vol. C: El poder y los intelectuales en al-Andalus. Cronología, Abdenour Padillo Saoud, Jorge Lirola Delgado y Jaafar Al Alouni, Fundació Ibn Tufayl d'Estudis Àrabs, Almeria, 2017, ISBN 978-84-16134-01-4